# Aphodius subterraneus
Aphodius subterraneus (лат.) — вид пластинчатоусых жуков из подсемейства афодиин.

## Описание
Имаго длиной 6,7—7,4 мм. Надкрылья обычно одноцветные — чёрные или красные.
Жуки характеризуются следующими признаками: 1) лобный шов с тремя бугорками; 2) бороздки надкрылий глубокие и широкие, на спинке трёхчёрточные; 3) промежутки бороздок надкрылий с килевидно приподнятой средней частью; 4) средние и задние голени несут на вершинах щетинки одинаковой длины.

## Синонимы
В синонимику вида входят следующие биномены:
- Eupleurus subterraneus (Linnaeus, 1758)
- Colobopterus subterraneus (Linnaeus, 1758)